# Модель атома Томсона

Схематическое представление модели Томсона. В математической модели Томсона «корпускулы» (электроны) были расположены не случайно, а во вращающихся кольцах.

Моде́ль То́мсона (иногда также называемая «пу́динговая модель а́тома», англ. plum pudding model) — модель атома, предложенная в 1904 году Джозефом Джоном Томсоном. Вскоре после открытия электрона, но ещё до открытия атомного ядра, модель попыталась объяснить два известных тогда свойства атомов: что электроны являются отрицательно заряженными частицами и что атомы не имеют чистого электрического заряда. Модель пудинга с изюмом имеет электроны, окруженные объёмом положительного заряда, подобно отрицательно заряженным «изюминкам», встроенным в положительно заряженный «пудинг».

## История
В этой модели было известно, что атомы состоят из отрицательно заряженных электронов. Хотя Томсон назвал их «корпускулами», их чаще называли «электронами», которые Дж. Дж. Стони предложил в качестве «фундаментальной единицы количества электричества» в 1891 году. В то время было известно, что атомы не имеют чистого электрического заряда. Чтобы объяснить это, Томсон знал, что атомы также должны иметь источник положительного заряда, чтобы уравновесить отрицательный заряд электронов. После открытия им в 1897 году электрона, Томсон построил модель атома для объяснения установленных в то время экспериментальных фактов:
- атомы электрически нейтральны и любые атомы независимо от их природы содержат электроны;
- электроны являются лёгкими относительно масс атомов отрицательно заряженными корпускулами с малым и равным зарядом;
- при возбуждении атомов они излучают только на определённых частотах, порождая линейчатые оптические спектры.

В статье, опубликованной в марте 1904 г. в журнале Philosophical Magazine Томсон рассмотрел три правдоподобных варианта возможного строения атома, объясняющие его электронейтральность и другие свойства:
- Каждый отрицательно заряженный электрон спарен с гипотетической положительно заряженной частицей, и эта пара блуждает внутри атома.
- Отрицательно заряженные электроны вращаются вокруг сосредоточенной в центре атома области положительного заряда, равного по абсолютной величине суммарному заряду всех электронов атома.
- Электроны погружены в сферическое облако положительного заряда с равной везде плотностью заряда внутри этой сферы, где могут свободно двигаться.

Томсон в этой статье предположил, что наиболее вероятно строение атома по третьей модели. В этой же статье Томсон отвергает ранее предложенную им «вихревую» модель строения атома. Томсон называет электроны «заряженными корпускулами», хотя ещё в 1894 году Дж. Дж. Стони в статье, опубликованной в этом же журнале, предложил называть «атомы электричества» электронами.

Томсон писал:
…атомы элементов состоят из нескольких отрицательно заряженных корпускул, заключённых в сферу, имеющую однородно распределённый положительный электрический заряд…
Выдвинув пудинговую модель атома, Томсон отказался от своей более ранней гипотезы «туманного атома» (nebular atom) 1890 года, основанной на атомной теории вихрей, в которой атомы состояли из нематериальных вихрей. Он предположил, что между расположением вихрей и периодической регулярностью, обнаруженной среди химических элементов, есть сходство. Теперь, по крайней мере, часть атома состояла из микроскопических отрицательно заряженных корпускул Томсона, хотя остальная положительно заряженная часть атома по-прежнему оставалась довольно туманной и плохо определённой. Будучи проницательным и практичным ученым, Томсон основывал свою атомную модель на известных экспериментальных данных того времени. Его предложение о положительном объемном заряде отражает природу его научного подхода к открытию, которое должно было предложить идеи для будущих экспериментов.

## Описание модели
Атом, по Томсону, состоит из электронов, помещённых в положительно заряженный «суп», компенсирующий электрически отрицательные заряды электронов, образно — подобно отрицательно заряженным «изюминкам» в положительно заряженном «пудинге». Электроны, как предполагалось, были распределены по объёму всего атома. Рассматривалось несколько вариантов возможного расположения электронов внутри атома, в частности, группировка электронов в виде вращающихся колец. В некоторых вариантах модели вместо равномерно заряженного облака предлагалось «облако» со сферически симметричным зарядом с переменной плотностью.
Согласно этой модели, электроны могли свободно вращаться в капле или облаке такой положительно заряженной субстанции. Их орбиты стабилизировались внутри атома тем, что при удалении электрона от центра положительно заряженного облака, он испытывает увеличение силы притяжения к центру облака, возвращающей его обратно, поскольку внутри его орбиты было больше вещества противоположного заряда, чем снаружи (по электростатической теореме Гаусса) и сила притяжения к центру равномерно заряженного сферического облака прямо пропорциональна расстоянию до его центра.
В модели Томсона электроны могли свободно вращаться по кольцевым орбитам, которые стабилизировались взаимодействиями между электронами, а линейчатые спектры объясняли разницей энергий при движении по разным кольцевым орбитам.
Томсон позднее пытался объяснить с помощью своей модели яркие спектральные линии некоторых химических элементов, но не особо в этом преуспел.
Тем не менее, модель Томсона (также как подобная модель сатурнианских колец для электронов атомов, которую выдвинул тоже в 1904 году Нагаока, по аналогии с моделью колец Сатурна Джеймса Клерка Максвелла) стала ранним предвестником более поздней и более успешной модели Бора, представляющей атом как подобие Солнечной системы.
Классическая электростатическая обработка электронов, ограниченных сферическими квантовыми точками, также аналогична их обработке в пудинговой модели.
Модель Томсона сравнивали (но не он сам) с британским десертом, — пудингом с изюмом, отсюда пошло название этой модели.

## Экспериментальное опровержение модели Томсона
Модель атома Томсона 1904 года была опровергнута в эксперименте по рассеянию альфа-частиц на золотой фольге в 1909 году, который был проанализирован Эрнестом Резерфордом в 1911 году, предположившим, что в атоме есть очень малое ядро, содержащее очень большой положительный заряд (в случае золота, достаточный, чтобы компенсировать заряд около 100 электронов), что привело к созданию планетарной модели атома Резерфорда. Хотя атомный номер золота равен 79, сразу же после появления статьи Резерфорда в 1911 году Антониус Ван ден Брук выдвинул интуитивное предположение, что атомный номер и является зарядом ядра, выраженном в единицах элементарного заряда.
Для подтверждения этой гипотезы требовался эксперимент. В 1913 году Генри Мозли экспериментально показал (см. Закон Мозли), что заряд ядра в элементарных зарядах очень близок к атомному номеру (экспериментальное отклонение, обнаруженное Мозли, было не больше единицы), причём Мозли ссылался только на работы Ван ден Брука и Резерфорда. Эта работа в итоге привела к созданию в том же году модели атома Бора, похожей на Солнечную систему (но с квантовыми ограничениями), в которой ядро, имеющее положительный заряд, равный атомному номеру, окружено равным числом электронов в орбитальных слоях.
При рассмотрении модели Томсона была сформулирована до сих пор нерешённая проблема математической физики — нахождения конфигурации многих зарядов с наименьшей потенциальной энергией на сфере — проблема Томсона.